# Gemma Jones
Gemma Jones (født Jennifer Jones 4. december 1942) er en engelsk skuespillerinde. Hun er blandt andet kendt for at spille rollen som Madam Pomfrey i filmatiseringen af bøgerne om Harry Potter.
Hun blev blev født i London, England.

## Filmografi
- The Devils (1971)
- Paperhouse (1988)
- Sense and Sensibility (1995)
- Feast of July (1995)
- Wilde (1997)
- The Theory of Flight (1998)
- O.K. Garage (1998)
- The Winslow Boy (1999)
- Cotton Mary (1999)
- Don't Tempt Me (2001)
- Bridget Jones's Diary (2001)
- Harry Potter og Hemmelighedernes Kammer (2002)
- Shanghai Knights (2003)
- Kiss of Life (2003)
- Bridget Jones: The Edge of Reason (film) (2004)
- Fragile (2005)
- The Contractor (2007)
- Harry Potter og Halvblodsprinsen (2009)
- You Will Meet A Tall Dark Stranger (2010)
- Bridget Jones' Baby (2016)
- Rocketman (2019)

### Tv-serier
- Fall of Eagles (1974)
- The Duchess of Duke Street (1976-1977)
- Inspector Morse: The Dead of Jericho (1987)
- The Phoenix and the Carpet (1997)
- Ballet Shoes (2007).
- Bootleg (2002)
- Midsomer Murders
- Spooks (2007-2008)